# WAO!
「WAO!」（ワオ!）は、日本のロックバンドであるUNICORNの楽曲。
2009年2月4日にKi/oon Recordsから10枚目のシングルとしてリリースされた。1993年に解散したUNICORNの復帰第一弾、Sony Recordsからの移籍第一弾となる作品であり、前作「すばらしい日々」（1993年）より16年ぶりの新曲としてリリースされた。作詞および作曲は阿部義晴が担当している。
UNICORN復活第一弾となるアルバム制作時に阿部が自ら歌唱するために制作されたロックンロール色の強い楽曲。当初シングルカットする予定ではなかったが、阿部がメイン・ボーカルを担当した状態でシングルリリースされたため、コラボレーション作品を除き、奥田以外のメンバーが初めてボーカルを担当したシングル曲となった。
本作はアルバム『シャンブル』（2009年）の先行シングルとしてリリースされ、コカ・コーラ社「アクエリアス」のコマーシャルソングとして使用された。オリコンシングルチャートでは最高位第3位、Billboard Japan Hot 100においては第1位を獲得した。

## 背景
UNICORNはアルバム『BOOM』（1987年）にてメジャー・デビューを果たし、2枚目のアルバム『PANIC ATTACK』（1988年）の制作中にすでに脱退していたキーボード担当の向井美音里に代わって阿部義晴が正式にメンバーとして加入することになった。阿部が正式に加入して制作された3枚目のアルバム『服部』（1989年）はオリコンアルバムチャートにて最高位3位となり、また同作を受けたコンサートツアー「UNICORN WORLD TOUR 1989 服部」において7月10日に初の日本武道館公演を達成することとなった。その後フジテレビ系バラエティ番組『夢で逢えたら』の主題歌として使用された「働く男」（1990年）がオリコンシングルチャートにて最高位3位となりシングルとしては歴代最高の売り上げを記録、また同曲が収録された4枚目のアルバム『ケダモノの嵐』（1990年）はオリコンアルバムチャートにて最高位1位を獲得し、UNICORNのオリジナル・アルバムとしては歴代最高の売り上げを記録した。
7枚目のアルバム『ヒゲとボイン』（1991年）を受けたコンサートツアー「UNICORN WINTER TOUR 1991-1992 "THE WAR without STAGE MANAGER/舞監なき戦い"」は52都市全77公演を実施しUNICORNとしては歴代最長のツアーとなった。しかしアルバム『ヒゲとボイン』の制作中にメンバー間で確執が生まれ、プロデューサー的な役割を担っていた阿部はストレスによって失調をきたしメンタル面のケアのため暫し休養を取ることとなった。その後8枚目のアルバム『SPRINGMAN』（1993年）制作中にドラムス担当の川西幸一がバンドから脱退することが発表された。川西の脱退以降、同アルバムは残ったメンバー4人で完成させ、同作を受けたコンサートツアー「UNICORN TOUR 1993 "4946"」を川西の代わりにDr.StrangeLoveに所属していた古田たかしがドラムスを担当する形で40都市全59公演を実施。しかし同年9月21日に放送されたニッポン放送ラジオ番組『電気グルーヴのオールナイトニッポン』（1991年 - 1994年）の特別番組に電気グルーヴの代わりにUNICORNメンバーが出演し解散を発表。同放送においてドラムスが入っていない状態で「すばらしい日々」（1993年）のアコースティック・バージョンを演奏したことが最後となり、UNICORNは解散することとなった。
2006年2月7日にZepp Tokyoにて開催された、1966年生まれで当時40歳となるミュージシャンが参加したイベントライブ「ROOTS 66 DON'T TRUST OVER 40 -The Additional Party-」に阿部が出演。その後阿部主催のイベントライブ「阿部義晴 音楽祭～仲間とノリノリ40祭～」において奥田民生がゲスト参加することになり、UNICORN解散以来の共演となった。2007年7月14日、UNICORN時代から「Jメン」の通称で知られていたスタッフの結婚披露宴にて、主賓からの要望により仕事の都合で同席できなかった川西を除くUNICORNメンバーが集結、ドラムスを古田が担当する形でUNICORN時代の楽曲「ヒゲとボイン」「ペケペケ」「人生は上々だ」「車も電話もないけれど」「すばらしい日々」の全5曲を演奏する。同年11月に阿部は川西に声をかけ、渋谷の居酒屋にてかつての楽曲ではなくメンバー揃っての新曲の制作を打診。2008年1月13日に居酒屋「シャンブル」にて行われた新年会の席でメンバー一同は新曲のレコーディングを了承、さらに4月16日に再び「シャンブル」に集結したメンバーはそれぞれが持ち寄った楽曲の選曲会を行った。

## 録音、制作
復活第一弾となるアルバム『シャンブル』（2009年）のレコーディングは2008年5月7日から開始された。当初UNICORNの新曲レコーディングに関しては外部に極秘の状態で行われていたが、奥田民生の所属事務所「Hit&Run」名義でスタジオを借りていたため奥田の関係者が立ち寄ることが多く、ベーシストの沖山優司にメンバーが集結しているところを目撃されてしまいスタッフサイドは沖山に口外しないよう依頼することとなった。そのような経緯から、名義を「シャル並木」に変更したことで訪れる関係者がいなくなったという。
アルバム制作にあたり、阿部義晴は始めに「HELLO」、続けて「ひまわり」を制作した。阿部は両曲とも完全にUNICORNのために制作した楽曲であると述べ、復活当時の「今現在のユニコーンの形っていうのはこんなんかな?」という部分を前面に出すことを意識したほかに、奥田が歌唱することを前提に制作された曲であると述べている。その後、自身が歌唱する楽曲として本作を制作したが、シングルとしてリリースされることは考えていなかったと阿部は述べている。阿部は曲中の「ワオ!」という叫び声にこだわり、10回程度は叫び声をレコーディングしたと述べている。「HELLO」に関してはデモテープの段階でドラムスやベースの演奏が確定していたが、本作はほぼすべてのパートを決定しないままメンバー全員で考えた末に各パートの演奏を決定している。また、解散後に阿部は手島いさむとは共演がほぼなかったために、16年間の間にどの程度ギタリストとして変化があったのかを試すため、無理を承知でライトハンド奏法を依頼したところ断りもせず実施したことについて阿部は「そこがテッシーらしいところ」と述べている。さらに、奥田がメイン・ボーカルではなくカウベル担当であるところもバンドらしい部分であると阿部は述べている。

## リリース、プロモーション、チャート成績
本作リリース以前となる2008年12月27日、東京スポーツによりUNICORNが翌年に再結成すると報じられる。2009年1月1日にはUNICORNの新規公式サイト「uc2009.jp」が開設され、メンバー全員が集結した状態で「今年もよろしくお願いします」と挨拶する動画が公開された。その後本作のリリースは2009年1月5日の再結成の報道とともに告知された。同報道ではアルバム『シャンブル』のリリースおよび全国ツアーの開催も合わせて告知された。
その後本作は2009年2月4日にKi/oon Recordsからマキシシングルでリリースされた。初回限定盤にはアルバム『シャンブル』のレコーディング風景などを収録したDVDが付属されたほかに特製ブルーモンスターイラスト仕様のジャケットシールが封入された。また、初回限定盤と通常盤はシングル盤ジャケットが異なるものとなっている。本作は2009年1月30日からコカ・コーラ社「アクエリアス」のコマーシャルソングとして使用された。本作はオリコンシングルチャートにて最高位第3位、登場週数10回で売り上げ枚数は7.5万枚となった。この売り上げ枚数はUNICORNのシングル売上ランキングにおいて第7位となっている。また、同年2月11日付けのBillboard Japan Hot 100においては第1位を獲得した。2021年に実施されたねとらぼ調査隊によるUNICORNのシングル人気ランキングでは第6位で、再結成後のシングルとしては最も高い順位となった。

## アートワーク
シングル盤のアートワークはデザイナーの木村豊が担当した。木村はコンサートツアー「UNICORN WORLD TOUR 1989 服部」のポスターデザインやアルバム『SPRINGMAN』のキャラクターデザインなど解散前からUNICORNの作品を手掛けていたが、本作のアートワークを担当するにあたって奥田以外のメンバーと初めて顔を合わせることとなり、また初めて奥田以外のメンバーと打ち合わせを行ったと述べている。アルバムのために撮影されたアーティスト写真のアウトテイクの中に「ガラス越しにメンバーがいる構図」があったことから、ドアーズのアルバム『モリソン・ホテル』（1970年）のパロディーの意図で通常盤のシングル盤ジャケットに使用された。

## 批評
| 専門評論家によるレビュー    | 専門評論家によるレビュー |
| レビュー・スコア            | レビュー・スコア         |
| 出典                        | 評価                     |
| --------------------------- | ------------------------ |
| CDジャーナル                | 肯定的                   |
| 音楽誌が書かないJポップ批評 | 肯定的                   |

本作の音楽性に対する批評家たちからの反応は概ね肯定的なものとなっており、音楽情報サイト『CDジャーナル』では、本作が16年ぶりの新作であることや阿部が制作した楽曲であることに触れた上で、「メンバーの変わらぬ遊び心とそれぞれがソロ活動で手に入れた音楽的完成度が、高いポイントで結実している」と肯定的に評価した。書籍『音楽誌が書かないJポップ批評 ユニコーン』においてライターの齋藤奈緒子は、UNICORNの復活第一弾であるにもかかわらずボーカル担当が阿部で奥田がカウベル担当であるということに驚愕したと述べたほか、中年期に差し掛かったメンバー5人が演奏する軽快なロックンロールである点は再結成というイベントに相応しい楽曲であると指摘、歌詞が過密すぎて途中で息切れする演出なども含め、阿部のプロデューサーとしての感覚が随所で発揮されていることやサビにおける手島のライトハンド奏法を称賛した。

## ミュージック・ビデオ
本作のミュージック・ビデオはUNICORNの過去作を手掛けていた板屋宏幸が監督している。本作制作の切っ掛けは、2008年の晩夏に奥田の所属事務所から板屋に対して、12月13日から15日に掛けてゴルフコンペを行うためのスケジュール確保依頼の電話があったことであり、同年10月中旬に再び奥田の所属事務所から電話があり、「ぜひ板屋さんに見てほしい新人バンドがいるのですよ」と誘われたためスタジオに行ったところUNICORNの5人が揃っていたという。これらの件はUNICORN再結成の話が外部に漏洩しないように極秘で行われていたためのスタッフによる方便であり、前述のゴルフコンペの話も虚偽で12月にミュージック・ビデオ制作用のスケジュール確保のためであったと板屋は述べている。この時点では楽曲の音源も情報もなかったことから、板屋は曲を聴かないままアイデアを練っていたと述べている。
その後撮影予定日の2週間前ほどに阿部が制作した本作がコマーシャルソングとして使用されることが決定し、本作のミュージック・ビデオを制作することが急遽決定した。板屋は事前に壮大なイメージのビデオ制作を検討しており、本作のイメージと合わないとは思ったもののそのままの構想で企画書を提出。しかし板屋の誕生日である12月8日、スタッフが奥田に企画書を見せたところ「方向性が180度違う。もっと楽曲よりのアイデアが欲しい。今さら俺たちのことをカッコよく見せてどうするんだよ」と発言したことを板屋はスタッフから伝え聞いたという。そのため板屋は大慌てで新しいアイデアを3時間で考案、ジミ・ヘンドリックスや横山やすしのコスプレはアルバムのアーティスト写真用に用意されていたものであり、それをそのままミュージック・ビデオでも使用することに決定した。メンバー全員が同一のコスプレをするというアイデアに関して、板屋はユニフォームのようなものを必要とした結果ではないかと推測している。また、横山のコスプレに関しては関係者に許諾を得ていると板屋は述べている。
奥田が演奏しているカウベルは撮影前日もしくは当日に奥田が言い出したものであり、突然のアイデアであったために急遽ダンボールと厚紙でローディ・スタッフが制作したものが使用された。奥田の持つカウベルが大きすぎる点に関して、板屋はライブにおいてもカウベルの存在によって本作の演奏が始まると観客が理解できるために本作における重要なポイントになっていると述べている。赤い部屋で5人がすし詰めになっているシーンは、板屋による「5人がギュッと詰まってるイメージ」から制作された。すべてが急ぎで制作されていたこともあり、部屋の色は板屋も含めたスタッフ全員で塗ったと述べているほか、セットが狭すぎたことからメンバーが順序だてて入らないと全員がそれぞれのポジションに立てない状態になっていたと述べている。本作のミュージック・ビデオに関して板屋が最も意識したのは常に5人が揃っている場面を多く使用することであり、個人のカットは冒頭の阿部の歌唱シーンとギターソロでの手島のシーンのみになっている。板屋は赤い部屋で5人が肩を組んで楽しそうに歌唱するシーンを見て思わず感極まったと述べている。
歌詞中の「愛のキーワード1173」は「いい波」を表しており、ミュージック・ビデオ内やライブにおいて阿部が指で「1173」のサインを示す見せ場が存在する。

## シングル収録曲

### CD
| 全作詞・作曲: 阿部義晴、全編曲: UNICORN。 |                    |          |            |      |
| #                                         | タイトル           | 作詞     | 作曲・編曲 | 時間 |
| 1.                                        | 「WAO!」           | 阿部義晴 | 阿部義晴   | 4:28 |
| 2.                                        | 「WAO!」(KARAOKE!) | 阿部義晴 | 阿部義晴   | 4:28 |
| 合計時間:                                 | 合計時間:          | 8:56     |            |      |

### 初回特典DVD
1. MOVIE11「バンドやろうぜ 〜 アルバム"シャンブル"ができるまで Part I」
アルバム『シャンブル』完成までのドキュメンタリー映像を収録。各メンバーの解説を織り交ぜながら、レコーディング風景をはじめ、再始動を決めた新年会の映像からデモテープ鑑賞会までに至る映像を収録している。「Part II」はアルバム『シャンブル』初回生産限定盤に同梱されたDVDに収録されている。

## 参加ミュージシャン
- 阿部義晴 - ボーカル、リズムギター
- 奥田民生 - カウベル、リズムギター、コーラス
- 手島いさむ - リードギター、コーラス
- EBI - ベース、コーラス
- 川西幸一 - ドラムス、コーラス